# 에티오피아 인민혁명민주전선
에티오피아 인민혁명민주전선(암하라어: የኢትዮጵያ ሕዝቦች አብዮታዊ ዲሞክራሲያዊ ግንባር)은 에티오피아의 정당 연합이었다. 멩기스투가 주도하는 에티오피아 인민민주공화국의 중앙집권적 독재정치에 맞서 각 민족의 자치권을 보장하는 연방제를 주장하던 민족 정당들이 1989년 연합하여 창설한 조직으로, 티그라이 인민해방전선, 암하라 민주당, 오로모 민주당, 남에티오피아 인민민주운동의 4개 정당으로 이루어져 있었다. 1991년 인민민주공화국 정부가 무너진 이후 에티오피아 과도정부의 수립과 운영을 주도하였다. 이 시기부터 마르크스-레닌주의 노선을 버리고 특유의 "혁명적 민주주의"를 이념으로 삼았다.
2019년 12월 1일 공식 해산하고 아비 아머드의 주도 하에 티그라이 인민해방전선을 제외한 나머지 3개 정당이 연합하여 번영당을 창설하였다.